# Svarttjärnen (Lövångers socken, Västerbotten, 714406-176472)
Svarttjärnen är en sjö i Skellefteå kommun i Västerbotten och ingår i Mångbyån-Kålabodaåns kustområde.